# 菲利普·利皮修士 (诗歌)
《菲利普·利皮修士》（Fra Lippo Lippi）是英国维多利亚时代诗人罗伯特·勃朗宁的一首戏剧独白诗，创作于1855 年，收入诗集《男人和女人》中。这首诗用无韵诗、非押韵抑扬五步格写成，描写15世纪意大利流浪儿出身的修道士画家菲利波·利皮。这首诗提出了一个问题，即艺术应该忠于生活还是理想化的生活形象。
戏剧独白的第二个主题是教会对艺术的影响。教会要求利皮修士画灵魂，而不是肉体。 （“画灵魂，别管腿和胳膊！” )。